# 赵一萍
赵一萍（1905年—1986年），原名马兰馨，山东寿光人。中国人民解放军海军将领。
早年参加土地革命工作。抗战中组织和领导栖霞、蓬莱等地区抗日武装，任八路军山东纵队抗日游击5支队61团团长、5支队参谋长、山东军区5旅参谋长、胶东军区3分区司令。第二次国共内战期间，任滨海军区司令部参谋长、鲁南军区参谋长、鲁中南军区参谋长、徐州警备司令、陆军第32军参谋长、胶东军区副司令员兼青岛警备区司令员。
中华人民共和国成立后，任陆军第32军副军长兼参谋长，胶东军区副司令员兼青岛警备司令员，海军青岛基地（北海舰队前身）副司令员，海军工程部部长、中国人民解放军海军副参谋长，是中国海军航空兵的创始人之一。
1955年被授予海军少将军衔，获二级独立自由勋章和一级解放勋章。